# Hylopetes
Hylopetes is een geslacht van eekhoorns dat tot de vliegende eekhoorns en daarbinnen tot de Glaucomyina behoort. Het geslacht komt voor van Nepal tot Zuid-China, Java en Palawan. Genetisch is Hylopetes het nauwst verwant aan Glaucomys en Petinomys. Het kleine geslacht Eoglaucomys wordt in sommige publicaties ook tot Hylopetes gerekend.
Er zijn tien soorten:
- Hylopetes alboniger (Nepal tot Zuid-China en Vietnam)
- Hylopetes bartelsi (Java)
- Hylopetes electilis (Hainan)
- Hylopetes nigripes (Palawan en Bancalan)
- Hylopetes phayrei (Myanmar tot Zuid-China en Vietnam)
- Hylopetes platyurus (Sumatra en Maleisisch schiereiland)
- Hylopetes sagitta – Javaans pijlstaartvlieghondje (Java en Bangka)
- Hylopetes sipora (Sipora)
- Hylopetes spadiceus (Myanmar en Zuid-Vietnam tot Sumatra)
- Hylopetes winstoni – Winstons pijlstaartvlieghoorn (Sumatra)